# Индустријска зона Сан Николо (Болцано)
Индустријска зона Сан Николо је насеље у Италији у округу Болцано, региону Трентино-Јужни Тирол.
Према процени из 2011. у насељу је живело 20 становника. Насеље се налази на надморској висини од 1239 м.